# Naachtun
Naachtun è un sito archeologico della civiltà Maya, che si trova sul perimetro nord-ovest del bacino di Mirador nelle terre pianeggianti del Guatemala. Naachtun fu un centro importante della regione nel periodo tardo Formativo.
Le rovine vennero riscoperte e documentate nel 1922 dall'archeologo Sylvanus Morley. Il nome Naachtun venne dato al sito da Morley, usando una fusione di parole Maya che significano "pietre distanti". Il suo nome antico era Masuul. Il sito è tuttora sotto osservazione da parte dell'università di Calgary. Il sito fu un collegamento tra Tikal e Calakmul, le due città più potenti nella regione nel periodo Classico. Massul fu probabilmente una specie di terreno neutrale dove i parlamentari delle due città si incontravano per discutere di possibili trattati di pace. È stata trovata una stele che rappresenta la Signora di Tikal. Vi sono alcune piramidi-tempio, sacbé, e due campi da gioco della palla.